# Le Perray-en-Yvelines
Le Perray-en-Yvelines est une commune française située dans le département des Yvelines, en région Île-de-France.
Ses habitants sont appelés les Perrotins depuis 1980.

## Géographie

### Situation
La commune du Perray-en-Yvelines est située à 4 km de Rambouillet, elle occupe une position privilégiée sur le grand itinéraire Paris-Hendaye, à 47 kilomètres de Paris Notre-Dame avec une gare SNCF sur la ligne Paris Montparnasse-Rambouillet.
Elle bénéficie d’un environnement de qualité située aux portes de la forêt des Yvelines, massif forestier parmi les plus remarquables de France[réf. nécessaire].

### Communes voisines
|                | Les Essarts-le-Roi |                            |
| Les Bréviaires | Perray-en-Yvelines | Auffargis                  |
|                | Rambouillet        | Vieille-Église-en-Yvelines |

### Hydrographie
La commune constitue le maillon terminal de la chaîne des étangs. Sur son territoire figure l'étang du Perray ainsi que le fascinant plan d'eau de Saint-Hubert, miroir serti de verdure.
Louis XV en tomba amoureux et fit construire un château sur l’une de ses berges. Il ne subsiste aujourd’hui que les soubassements de la terrasse. Le Perray compte trois étangs et des sentes piétonnes qui permettent de nombreuses balades au sein de la commune. Au cœur de la cité, face à la mairie s'ouvre un parc arboré de trois hectares.

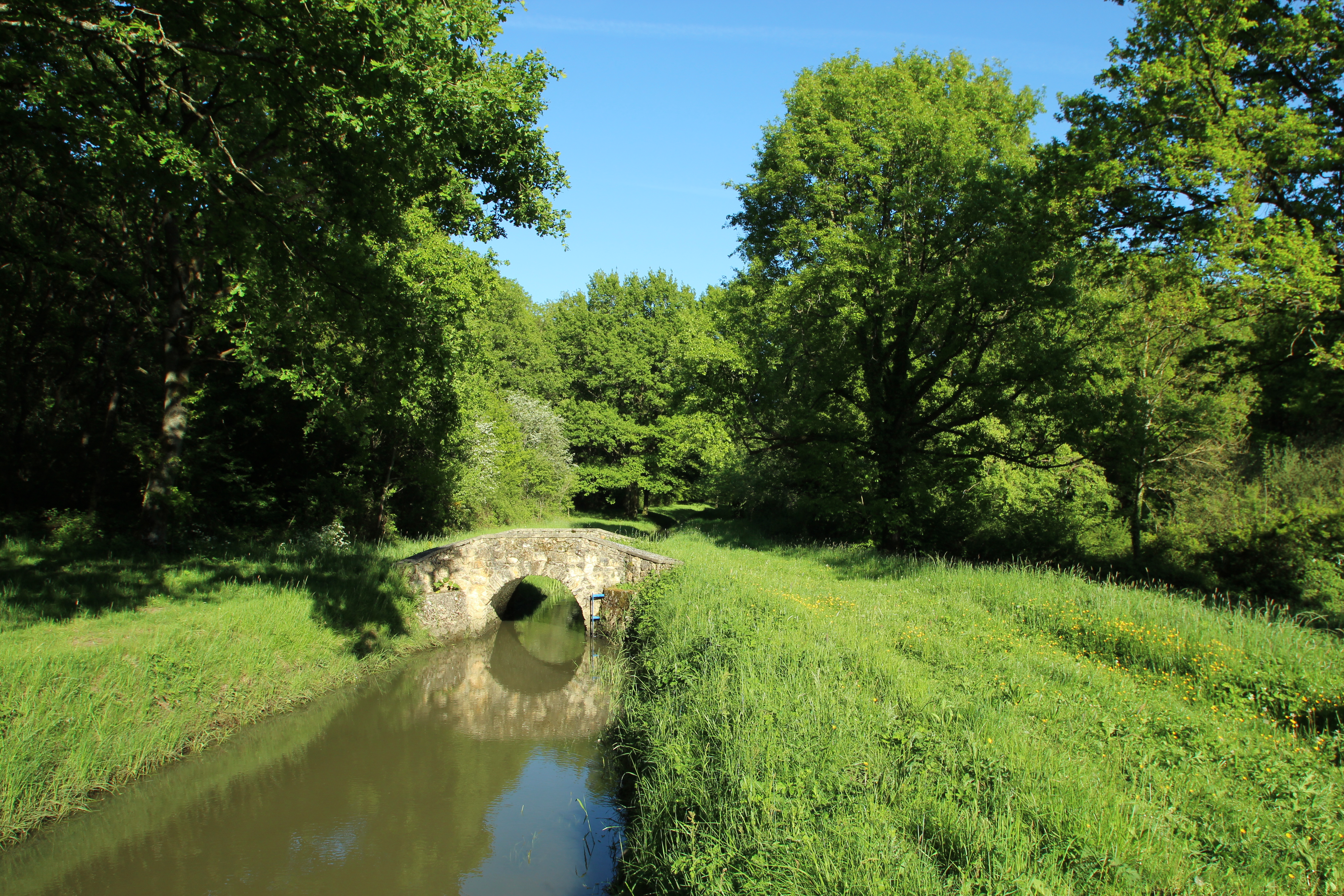
L'acqueduc de l'Artoire.
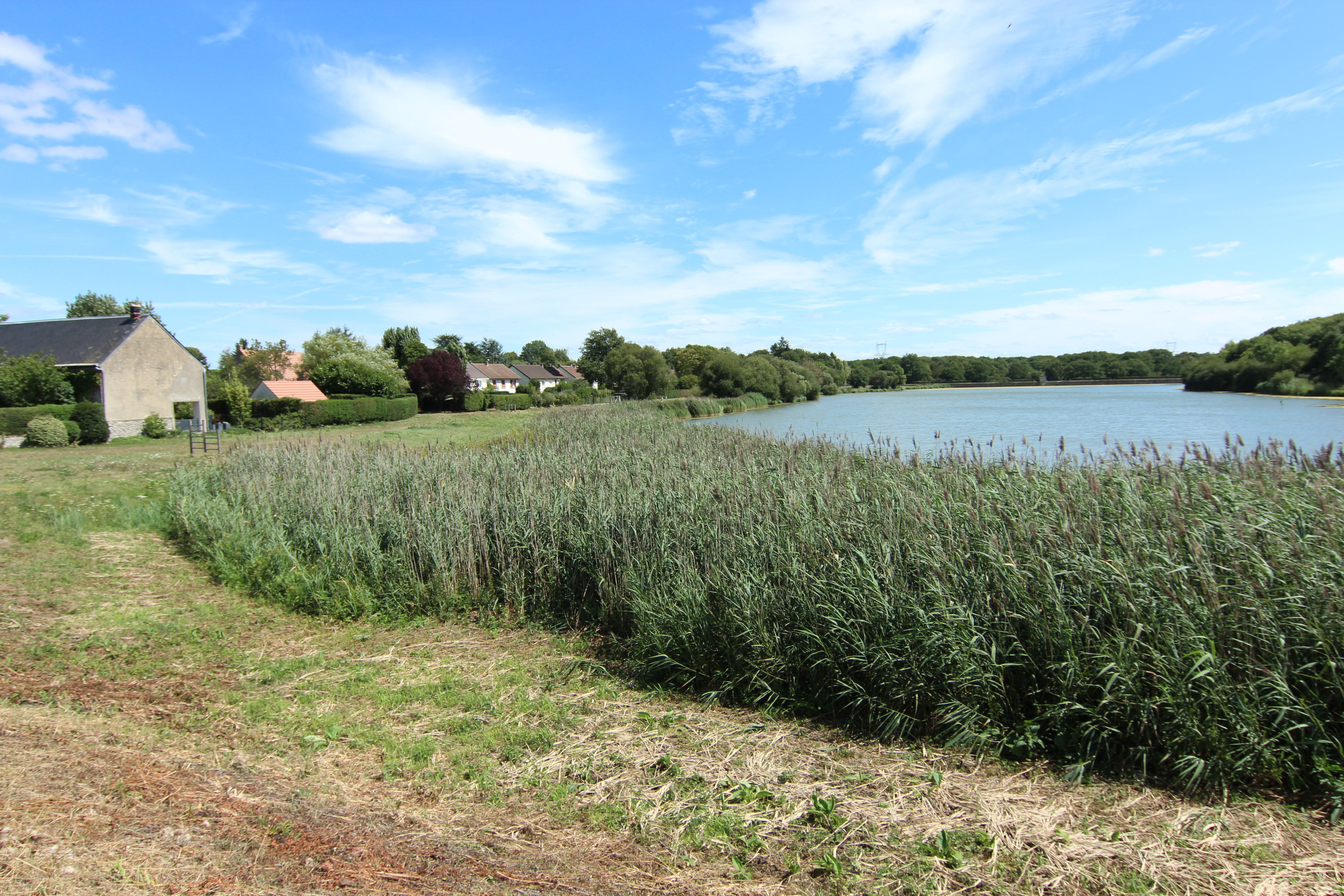
L'étang du Perray.
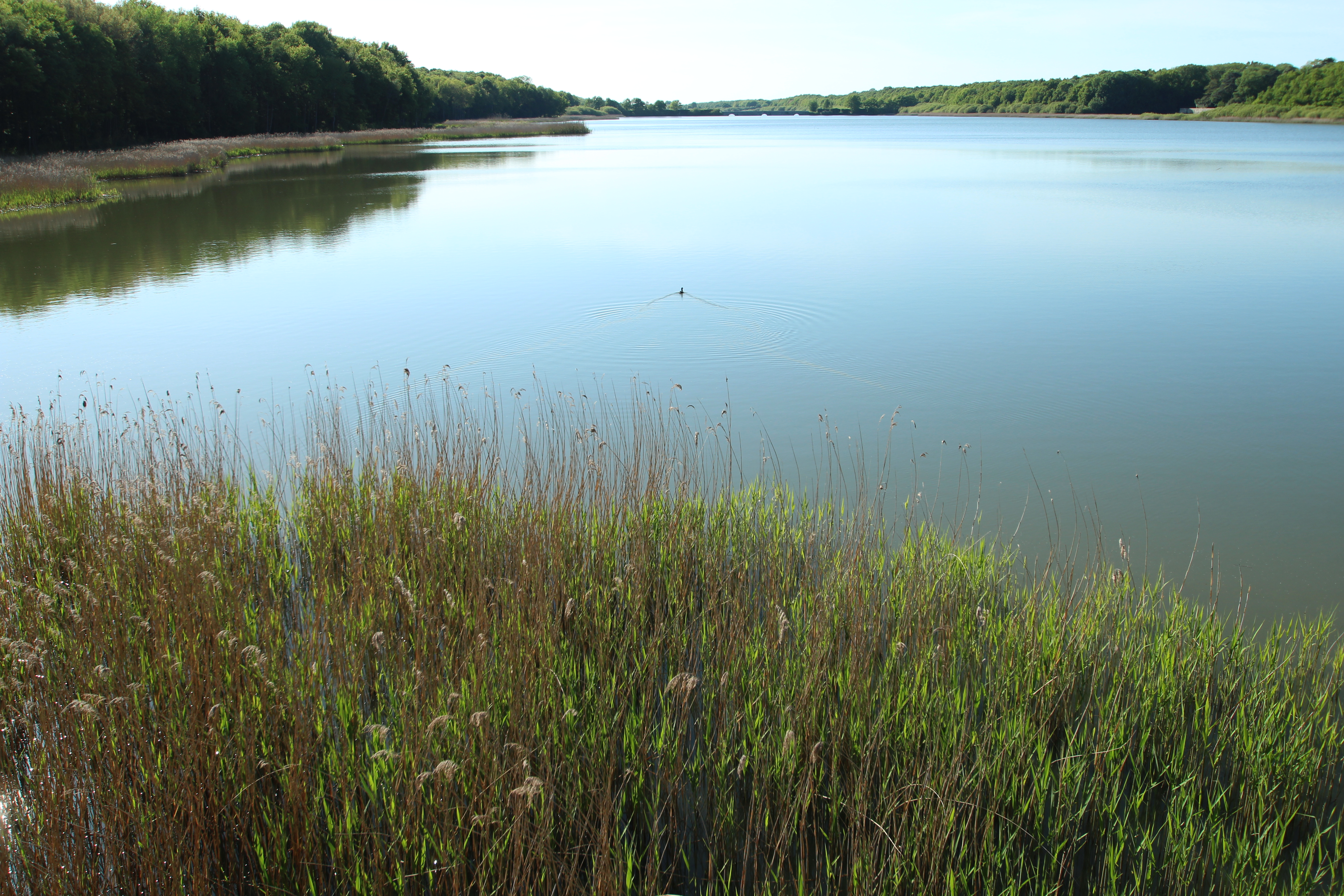
L'étang de Saint-Hubert.

Les Étangs et rigoles d'Yvelines — support d'une riche biodiversité, escale migratoire, site d’hivernage et de reproduction pour près de 230 espèces d’oiseaux — gérés par le Smager ont été classés réserve naturelle nationale en avril 2021,.

### Climat
Pour des articles plus généraux, voir Climat de l'Île-de-France et Climat des Yvelines.
En 2010, le climat de la commune est de type climat océanique dégradé des plaines du Centre et du Nord, selon une étude du CNRS s'appuyant sur une série de données couvrant la période 1971-2000. En 2020, Météo-France publie une typologie des climats de la France métropolitaine dans laquelle la commune est exposée à un climat océanique altéré et est dans la région climatique  Sud-ouest du bassin Parisien, caractérisée par une faible pluviométrie, notamment au printemps (120 à 150 mm) et un hiver froid (3,5 °C). 
Pour la période 1971-2000, la température annuelle moyenne est de 10,6 °C, avec une amplitude thermique annuelle de 14,8 °C. Le cumul annuel moyen de précipitations est de 662 mm, avec 10,5 jours de précipitations en janvier et 8 jours en juillet. Pour la période 1991-2020, la température moyenne annuelle observée sur la station météorologique la plus proche, située sur la commune de Saint-Léger-en-Yvelines à 7 km à vol d'oiseau, est de 11,0 °C et le cumul annuel moyen de précipitations est de 706,3 mm,. Pour l'avenir, les paramètres climatiques de la commune estimés pour 2050 selon différents scénarios d'émission de gaz à effet de serre sont consultables sur un site dédié publié par Météo-France en novembre 2022.

## Urbanisme

### Typologie
Au 1er janvier 2024, Le Perray-en-Yvelines est catégorisée petite ville, selon la nouvelle grille communale de densité à sept niveaux définie par l'Insee en 2022.
Elle appartient à l'unité urbaine de Le Perray-en-Yvelines, une unité urbaine monocommunale constituant une ville isolée,. Par ailleurs la commune fait partie de l'aire d'attraction de Paris, dont elle est une commune de la couronne,. Cette aire regroupe 1 929 communes,.

### Occupation des sols
Le tableau ci-dessous présente l'occupation des sols de la commune en 2018, telle qu'elle ressort de la base de données européenne d’occupation biophysique des sols Corine Land Cover (CLC).
| Type d’occupation                                              | Pourcentage | Superficie (en hectares) |
| -------------------------------------------------------------- | ----------- | ------------------------ |
| Tissu urbain discontinu                                        | 23,1%       | 312                      |
| Zones industrielles ou commerciales et installations publiques | 5,7%        | 77                       |
| Terres arables hors périmètres d'irrigation                    | 29,6%       | 400                      |
| Prairies et autres surfaces toujours en herbe                  | 1,1%        | 15                       |
| Systèmes culturaux et parcellaires complexes                   | 2,7%        | 36                       |
| Forêts de feuillus                                             | 31,1%       | 420                      |
| Forêts de conifères                                            | 2,4%        | 33                       |
| Plans d'eau                                                    | 4,2%        | 57                       |
| Source : Corine Land Cover                                     |             |                          |

### Voies de communications et transports
La commune est desservie par :

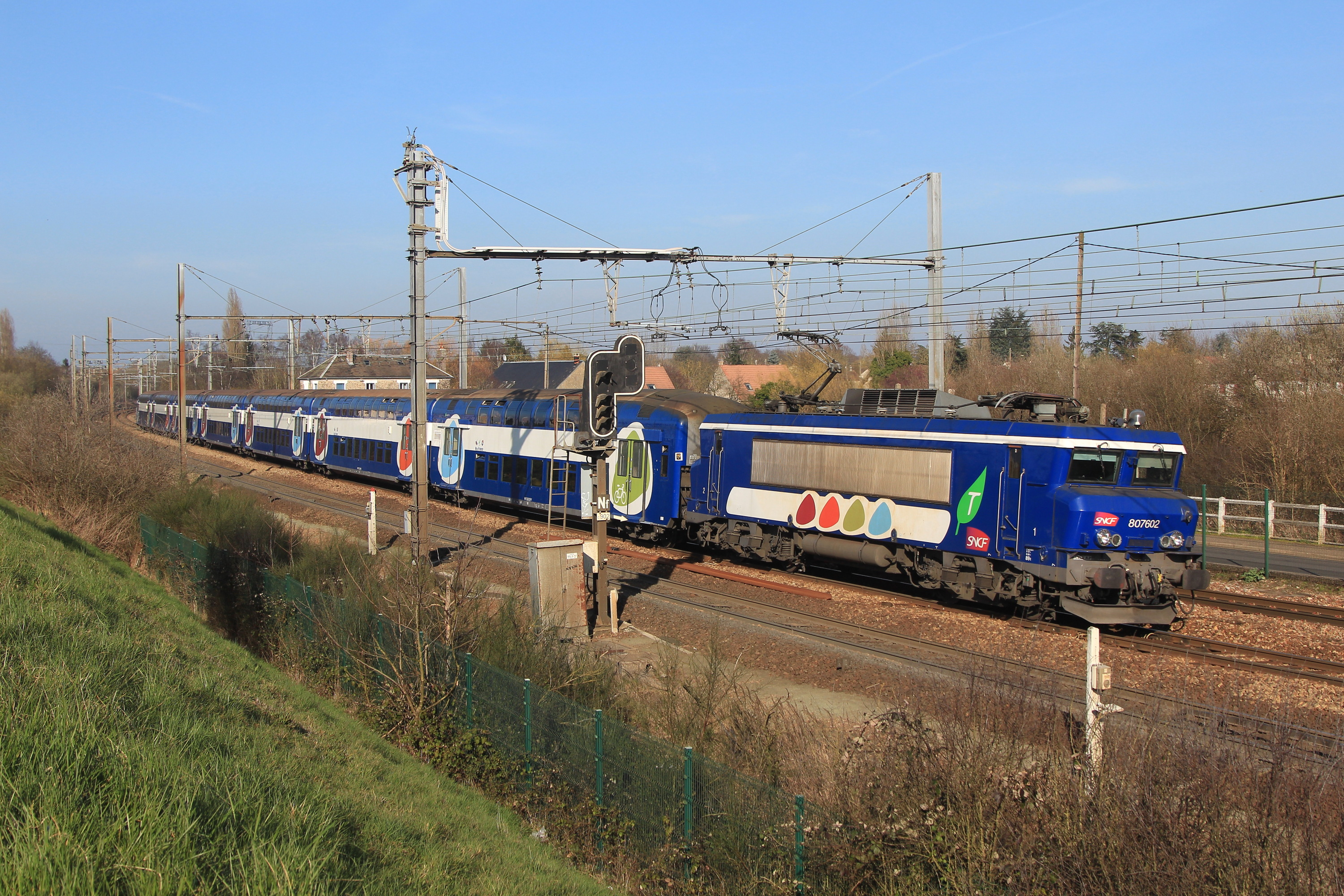
Train en gare du Perray en 2014.

- à l'ouest de la commune, la route nationale 10 orientée nord-sud et reliant Saint-Quentin-en-Yvelines à Rambouillet
- la route départementale 910 également orientée nord-sud, qui est le tracé initial de la nationale 10.
- la route départementale 61 orientée est-ouest en direction de Houdan.

La gare du Perray est desservie par la ligne    du Transilien (branche Paris - Rambouillet). Elle permet de se rendre sur Paris avec terminus gare Montparnasse en 1 heure à raison d'un train toutes les 30 minutes, sauf aux heures de pointe où la fréquence est d'un train toutes les 15 minutes.
La commune est également desservie par les lignes 08, 12, 19, 39, 59, 79, 89 et 36-15 du réseau de bus Centre et Sud Yvelines.

## Toponymie
Le Perray-en-Yvelines est mentionné dans un document de 1239 où il apparut comme In Villa Nova de Pereio in Aquilina et est érigée en paroisse le 7 novembre 1242, se trouvait sur la vieille voie romaine de Beauvais à Orléans, Petreum au XIIe siècle, Perreium en 1242, Neuville du chemin Perré en 1249, Moriacum en 1284, Paretum au XIIIe siècle, Perretum, Pareyum, Péré, Pairé, Le Perray-en-Yvelines depuis 1948, bien avant la création de département, marquant ainsi son attachement à la région naturelle de l'Yveline,.
De la langue d'oïl, du mot perroi, perrois « grève, terrain pierreux, gravier ».
Le toponyme, Neuville du chemin Perré en 1249, indique qu'autrefois courait ici un perré, c'est-à- dire une chaussée, un chemin pavé de pierres, l'ancienne voie 263. Sans aucun doute, le nom du lieu fait référence à la route. Sous le règne de Louis IX (Saint-Louis), naît de la route pierrée de Paris à Chartres, un nouveau village : « villa nova de Pereio in Aquilina », d'où la devise "e via orta" (né de la route) rajoutée au blason en 1982.

## Histoire
Sous le règne de Louis IX (Saint-Louis), naît de la route pierrée entre Paris et Chartres, un nouveau village : " villa nova de Pereio in Aquilina". Le 7 novembre 1242, Aubry Lecornu, évêque de Chartres consacre la paroisse placée sous le vocable de Saint-Eloi. C'est un ensemble de novales (terres défrichées) où se sont installés des bûcherons venus des Essarts, puis des laboureurs qui vont exploiter ces terres. Le nouveau village est situé sur l'ancienne voie romaine qui menait d'Orléans (Cenabum) à Poissy (Pinciacum) (de la forêt des Carnutes à la Seine).
Ce village-rue va se développer le long de cette route, la route de Bayonne, dont la mise en valeur date d'abord des pèlerinages à Saint-Jacques de Compostelle. François Ier l'empruntait pour rejoindre son château de Rambouillet. La création des relais de poste par Henri III voit l'installation au Perray des premiers charrons et maréchaux.
Louis XIV l'a prise pour aller épouser Marie-Thérèse d'Autriche en juin 1660. Louis XV, grand chasseur et familier du duc de Penthièvre la connaît bien. C'est d'ailleurs au XVIIIe siècle que la route contribue à développer l'activité locale : auberges, hostelleries, charrons, maréchaux, charretiers, voituriers. La Route Impériale n° 11 deviendra la Route Royale n° 11, puis n° 10, et, République oblige, la Route Nationale 10.
Au XXe siècle, près de 15 hôtels, restaurants, cafés ou buvettes, jalonnent les quatre kilomètres de sa traversée, depuis l'auberge de l'Artoire jusqu'à la Halte Saint-Jacques, près d'une dizaine de postes de distribution d'essence voient le jour. Mais la route devient dangereuse : de nombreux accidents, de nombreux morts, notamment après 1950. En 1976, la déviation de la RN 10 modifie la vie et le destin du Perray qui devient un espace "rurbain" et résidentiel aux Portes de la forêt.
C'est pour alimenter en eau le château de Versailles en 1685 que Louis XIV fit creuser au Perray-en-Yvelines un étang de dix hectares (L'Etang du Perray) alimenté par un système de rigoles (Parfond, Roseau et Coupe-Gorge) et la chaîne des Étangs (Saint-Hubert, Pourras, Corbet, Bourgneuf, Hollande) sur le tracé du ru Peissonnier. Cela permit d'assainir le territoire plutôt marécageux de la commune, d'obtenir de bonnes terres agricoles, de créer de grandes fermes et donc de développer le village, grâce aux hameaux agricoles (Roseau, Touche, Herse, Fourneaux, Mare Neuve, Rue Verte, Grimace, Barantonnerie).
En 1849, la ligne de Paris-Montparnasse à Brest passe par Le Perray : l'étang du Perray est coupé en deux et il faut attendre 1862 pour que la gare du Perray soit créée, facilitant le transport des marchandises locales (céréales, bois et pierre meulière) qui devient une activité essentielle au début du XXe siècle.
Pendant la Première Guerre mondiale, l'hôpital militaire auxiliaire no 292 est installé dans le pavillon de chasse de la propriété du comte Félix-Nicolas Potocki. On y soignait  les soldats blessés ou malades, évacués du front.
L’histoire du Perray-en-Yvelines a été retracée par l’abbé Jules Violette) dans son Histoire de la commune du Perray et plus récemment par le docteur Alphonse Marest dans « Perray et Perrotins » et « Le siècle de l’enseignement primaire ». Elle est régulièrement actualisée par sa société d'Histoire : HMPY qui publie des articles mensuels ou bimestriels depuis 2007.

## Politique et administration
Rattachements administratifs
Antérieurement à la loi du 10 juillet 1964, la commune faisait partie du département de Seine-et-Oise. La réorganisation de la région parisienne en 1964 fit que la commune appartient désormais au département des Yvelines et est le chef-lieu de son arrondissement de Rambouillet après un transfert administratif effectif au 1er janvier 1968.
Elle faisait partie depuis 1801 du canton de Rambouillet de Seine-et-Oise puis des Yvelines. Dans le cadre du redécoupage cantonal de 2014 en France, cette circonscription administrative territoriale a disparu, et le canton n'est plus qu'une circonscription électorale.
Rattachements électoraux
Pour les élections départementales, la commune est depuis 2014 le bureau centralisateur d'un nouveau canton de Rambouillet
Pour l'élection des députés, elle fait partie de la dixième circonscription des Yvelines.

### Intercommunalité
Le Perray-en-Yvelines était membre de la communauté de communes des Étangs, un établissement public de coopération intercommunale (EPCI) à fiscalité propre créé fin 2004 et auquel la commune avait transféré un certain nombre de ses compétences, dans les conditions déterminées par le code général des collectivités territoriales.
Dans le cadre des dispositions de la loi portant nouvelle organisation territoriale de la République du 7 août 2015, qui prévoit notamment  que les établissements publics de coopération intercommunale (EPCI) à fiscalité propre doivent avoir un minimum de 15 000 habitants, cette intercommunalité a fusionné avec ses voisines pour former, le 1er janvier 2017, la communauté d'agglomération dénommée Rambouillet Territoires, dont est désormais membre la commune.

### Tendances politiques et résultats
Au premier tour des élections municipales de 2014 dans les Yvelines, la liste PS menée par la maire sortante Paulette Deschamps obtient la majorité absolue des suffrages exprimes, avec 1 603 voix (53,54 %, 23 conseillers municipaux élus dont 5 communautaires), battant largement les listes menées respectivement par : 

- Jean-Louis Baron (DVD, 854 voix, 28,52 %, 4 conseillers municipaux élus dont 1 communautaire) ;
- Guillaume Odry (SE, 537 voix, 17,93 %, 2 conseillers municipaux élus).
Lors de ce scrutin, 38,46 % des électeurs se sont abstenus.
Lors du second tour des élections municipales de 2020 dans les Yvelines, la liste LR-UDI menée par le jeune Geoffroy Bax de Keating obtient la majorité des suffrages exprimés, avec 1 172 voix (46,82 %, 22 conseillers municipaux élus dont 4 communautaires), battant de 58 voix la liste  PS de la maire sortante Paulette Deschamps (1 114 voix, 44,50 %, 6 conseillers municipaux élus dont 1 communautaire).
Une troisième liste, sans étiquette, menée par Dounia Lazrak a obtenu 217 voix (8,66 %, 1  conseiller municipal élu).
Lors de ce scrutin marqué par la pandémie de Covid-19 en France, 51,33 % des électeurs se sont abstenus.

### Liste des maires
| Période                                  | Période                    | Identité                  | Étiquette | Qualité |
| ---------------------------------------- | -------------------------- | ------------------------- | --------- | --- |
| Les données manquantes sont à compléter. |                            |                           |           | |
| avril 1820                               | octobre 1831               | Charles Germain Bourgeois |           | Directeur de la Bergerie Nationale de Rambouillet, nommé par le préfet |
| octobre 1831                             | novembre 1834              | Dominique Renoult         |           | Notaire, nommé |
| novembre 1834                            | février 1844               | Jacques Bunel             |           | Cultivateur, nommé |
| février 1844                             | mai 1844                   | Philippe Doisneau         |           | Marchand blatier, adjoint faisant fonction |
| mai 1844                                 | août 1848                  | Joseph Le Brun            |           | Huissier de justice, nommé |
| août 1848                                | septembre 1849             | Auguste Rabourdin         |           | Cultivateur, nommé |
| septembre 1849                           | février 1852               | Philippe Doisneau         |           | Marchand blatier, nommé |
| février 1852                             | septembre 1863             | Alexis Chartier           |           | Notaire, nommé |
| septembre 1863                           | septembre 1865             | François Hubert Barbary   |           | Bourrelier, maire par intérim |
| septembre 1865                           | novembre 1869              | Charles Eugène Barbé      |           | Ancien entrepreneur, nommé |
| novembre 1869                            | septembre 1870             | François Hubert Barbary   |           | Bourrelier, maire par intérim |
| septembre 1870                           | juin 1871                  | Charles Germain Bourgeois |           | Bourgeois rentier, maire par intérim. |
| juin 1871                                | septembre 1887             | Emile Frédéric Le Brun    |           | Huissier de justice, nommé puis élu en 1876 |
| septembre 1887                           | mai 1888                   | Denis Lecesne             |           | Cultivateur |
| mai 1888                                 | décembre 1888              | Désiré Machelard          |           | Cultivateur |
| décembre 1888                            | avril 1890                 | Emile Frédéric Le Brun    |           | Ancien huissier |
| avril 1890                               | mai 1900                   | Jean Jacques Fédon        |           | Entrepreneur de maçonnerie |
| mai 1900                                 | mai 1935                   | Alfred Tondeur            |           | Grainetier |
| mai 1935                                 | août 1946                  | Ernest Bonnamy            |           | Chef de Gare de Laval, retraité |
| août 1946                                | mars 1971                  | Xavier Barbé              | Droite    | Administrateur de société |
| mars 1971                                | février 1978               | Alphonse Marest           |           | Médecin généraliste Démissionnaire |
| février 1978                             | septembre 1985             | René Bondon               |           | Officier supérieur en retraite Démissionnaire |
| septembre 1985                           | mars 1989                  | Alphonse Marest           |           | Médecin généraliste retraité, maire honoraire Chevalier de la Légion d'honneur |
| mars 1989                                | juin 1999                  | Jean Pellegeay            |           | Dirigeant de société Démissionnaire |
| juin 1999                                | juillet 2020               | Paulette Deschamps        | PS        | Retraitée. |
| juillet 2020,                            | En cours (au 11 mars 2022) | Geoffroy Bax de Keating   | LR        | Directeur de cabinet de la présidente de l'Agence des espaces verts d'Ile-de-France( → 2021) Vice-président de la CA Rambouillet Territoires (2020 → ) Conseiller départemental de Rambouillet (2021 → ) Vice-président du Conseil départemental des Yvelines (2021 → ) |

## Population et société

### Démographie

#### Évolution démographique
L'évolution du nombre d'habitants est connue à travers les recensements de la population effectués dans la commune depuis 1793. Pour les communes de moins de 10 000 habitants, une enquête de recensement portant sur toute la population est réalisée tous les cinq ans, les populations de référence des années intermédiaires étant quant à elles estimées par interpolation ou extrapolation. Pour la commune, le premier recensement exhaustif entrant dans le cadre du nouveau dispositif a été réalisé en 2006.

En 2022, la commune comptait 6 515 habitants, en évolution de −3,85 % par rapport à 2016 (Yvelines : +2,72 %, France hors Mayotte : +2,11 %).
| 1793 | 1800 | 1806 | 1821 | 1831 | 1836 | 1841 | 1846 | 1851 |
| ---- | ---- | ---- | ---- | ---- | ---- | ---- | ---- | ---- |
| 705  | 525  | 648  | 642  | 665  | 635  | 764  | 744  | 704  |

| 1856 | 1861 | 1866 | 1872 | 1876 | 1881 | 1886 | 1891 | 1896 |
| ---- | ---- | ---- | ---- | ---- | ---- | ---- | ---- | ---- |
| 709  | 695  | 656  | 740  | 745  | 824  | 873  | 866  | 857  |

| 1901 | 1906 | 1911 | 1921 | 1926  | 1931  | 1936  | 1946  | 1954  |
| ---- | ---- | ---- | ---- | ----- | ----- | ----- | ----- | ----- |
| 882  | 916  | 991  | 996  | 1 032 | 1 183 | 1 152 | 1 327 | 1 466 |

| 1962  | 1968  | 1975  | 1982  | 1990  | 1999  | 2006  | 2011  | 2016  |
| ----- | ----- | ----- | ----- | ----- | ----- | ----- | ----- | ----- |
| 1 918 | 2 341 | 3 001 | 4 016 | 4 645 | 5 828 | 6 388 | 6 669 | 6 776 |

| 2021  | 2022  | - | - | - | - | - | - | - |
| ----- | ----- | - | - | - | - | - | - | - |
| 6 543 | 6 515 | - | - | - | - | - | - | - |

#### Pyramide des âges
En 2018, le taux de personnes d'un âge inférieur à 30 ans s'élève à 33,6 %, soit en dessous de la moyenne départementale (38 %). À l'inverse, le taux de personnes d'âge supérieur à 60 ans est de 25,4 % la même année, alors qu'il est de 21,7 % au niveau départemental.
En 2018, la commune comptait 3 218 hommes pour 3 438 femmes, soit un taux de 51,65 % de femmes, légèrement supérieur au taux départemental (51,32 %).
Les pyramides des âges de la commune et du département s'établissent comme suit.
| Hommes | Classe d’âge | Femmes |
| ------ | ------------ | ------ |
| 0,2    | 90 ou +      | 0,9    |
| 7,4    | 75-89 ans    | 8,3    |
| 16,6   | 60-74 ans    | 17,3   |
| 22,8   | 45-59 ans    | 22,2   |
| 18,6   | 30-44 ans    | 18,2   |
| 18,4   | 15-29 ans    | 16,0   |
| 16,0   | 0-14 ans     | 17,1   |

| Hommes | Classe d’âge | Femmes |
| ------ | ------------ | ------ |
| 0,6    | 90 ou +      | 1,4    |
| 6      | 75-89 ans    | 7,8    |
| 13,5   | 60-74 ans    | 14,8   |
| 20,7   | 45-59 ans    | 20,1   |
| 19,6   | 30-44 ans    | 19,9   |
| 18,5   | 15-29 ans    | 16,8   |
| 21,2   | 0-14 ans     | 19,2   |

## Jumelages
La commune Le Perray en Yvelines est jumelée depuis 1994 avec la commune de  Bellheim (Allemagne)

## Enseignement
Le Perray-en-Yvelines dépend de l'académie de Versailles et compte une école maternelle (école du Pont-Marquant) et deux écoles élémentaires (école des Platanes et école de la Barantonnerie).
La commune qui compte deux écoles primaires (Les Platanes, ouverte en 1976 et La Barantonnerie, ouverte en 1979) et une école maternelle (ouverte en 1976)  ne compte ni collège, ni lycée, et dépend du collège Les Molières aux Essarts-le-Roi et du lycée Louis-Bascan à Rambouillet.

### Équipements culturels
- La médiathèque, adjacente aux ateliers culturels, sur le site de la Mare au Loup.
- La salle Les Granges du Parc : espace culturel et salle polyvalente.
- Le champ de Foire : c'est un grand espace extérieur qui peut être utilisé à diverses occasions.
- La salle des fêtes de la Mare au Loup.

### Sports
La commune comporte de nombreuses associations sportives pour tous les âges et toutes les conditions physiques, et cela dans de nombreux domaines : tennis de table, tennis, danse, football, basketball, cyclisme...
Presque chaque année depuis 2010, la commune de Perray organise, en partenariat avec l'association Ellipse, une journée d'échange et de solidarité autour du sport entre des personnes en situation de handicap et des sportifs membres des associations et clubs de la ville, visant à renforcer le lien social entre différents publics à travers la pratique sportive.
Depuis 2000, des semaines sportives destinées aux jeunes Perrotins âgés entre 10 et 14 ans, sont organisées par le service des sports en partenariat avec les associations sportives locales, trois fois par an.

## Économie
La commune du Perray-en-Yvelines compte une vingtaine de commerces de proximité, répartis principalement en centre-ville[Quand ?].
Le vendredi matin, mercredi toute la journée, un marché est installé à la place de la Mairie.
Au-delà des commerces installés en centre-ville et dans la zone commerciale de la Forêt Verte, la commune du Perray-en-Yvelines recense une forte activité économique sur quatre autres zones principales[réf. nécessaire] :
- la zone industrielle de la Croix de Saint-Jacques ;
- la zone de l'Antenne ;
- la zone industrielle de la Rougerie ;
- la zone industrielle du Chemin Vert.

## Culture locale et patrimoine

### Lieux et monuments

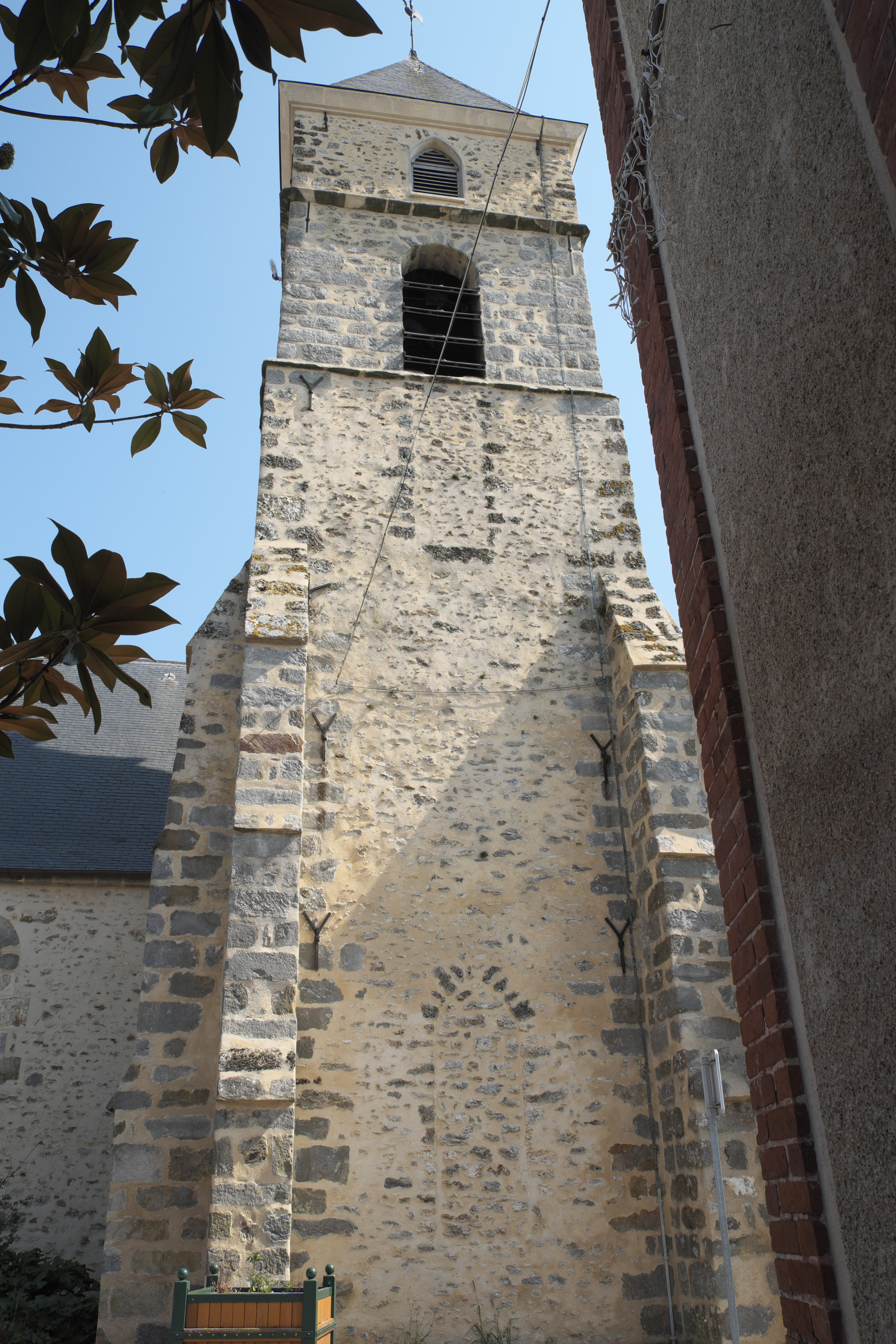
Le clocher de l'église.

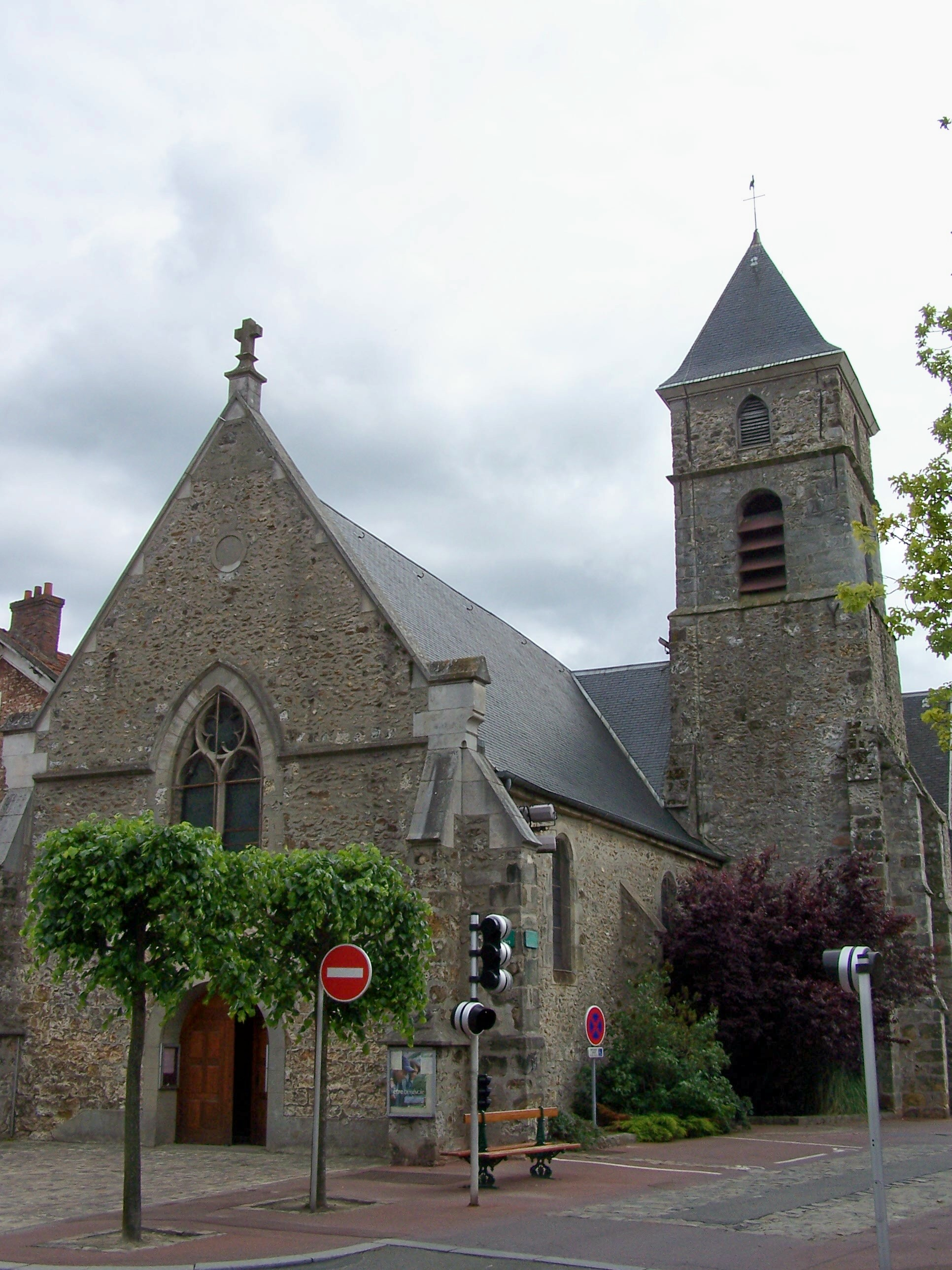
Église Saint-Éloi.

- L'église paroissiale Saint-Éloi date de la seconde moitié du XIIIe siècle mais a été très souvent réhabilitée et rehaussée par deux fois dans la première moitié du XIXe siècle par Philibert Caziot. Ce rehaussement momentané entrait dans le cadre des calculs géodésiques. Le clocher-tour a été restauré en 1778[41].
- La Croix Saint-Jacques, croix marquant le chemin de Saint-Jacques de Compostelle, dont la forme actuelle en obélisque date de Louis XV qui l'a sauvegardée ainsi en son temps, a été classée monument historique en 1952.

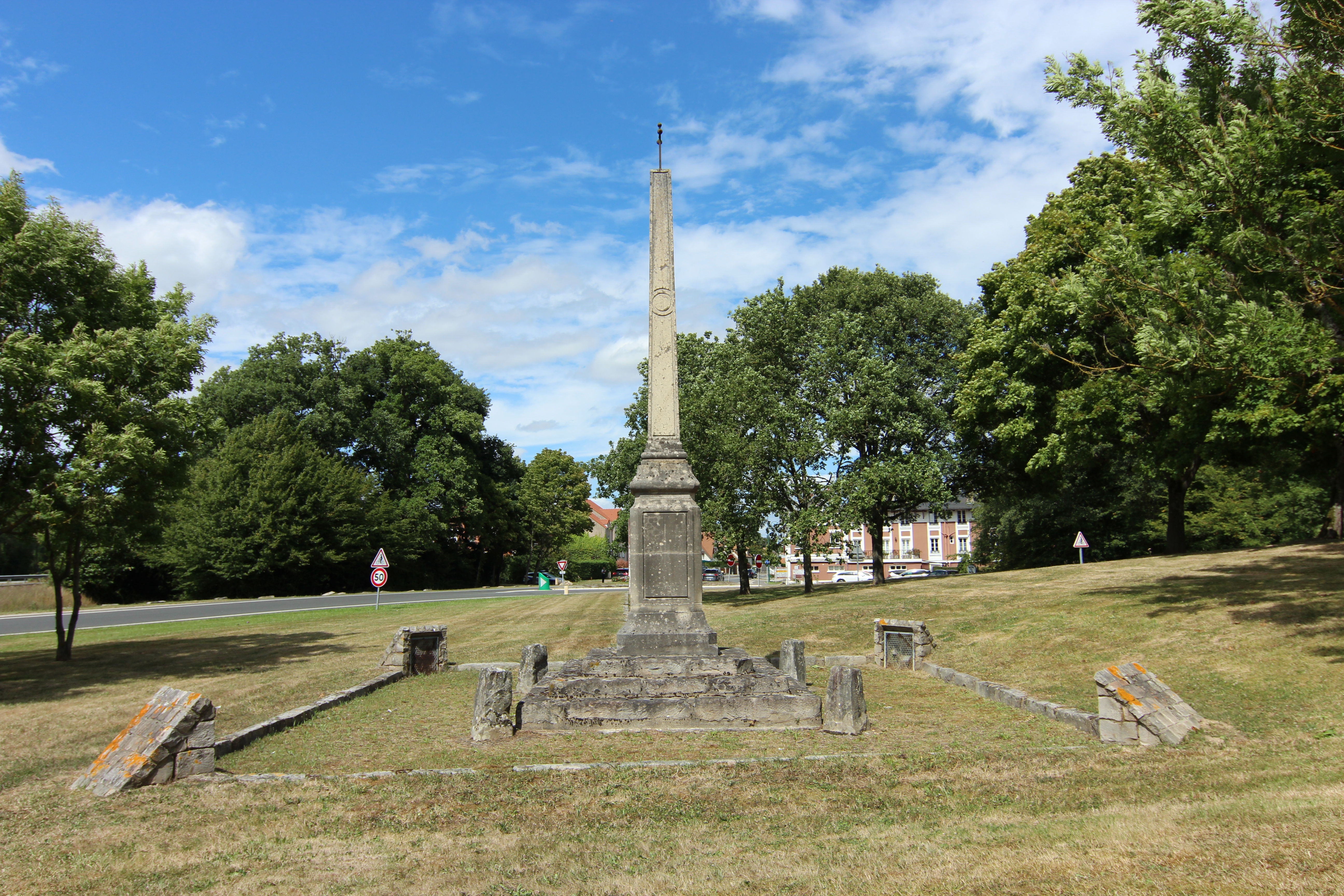
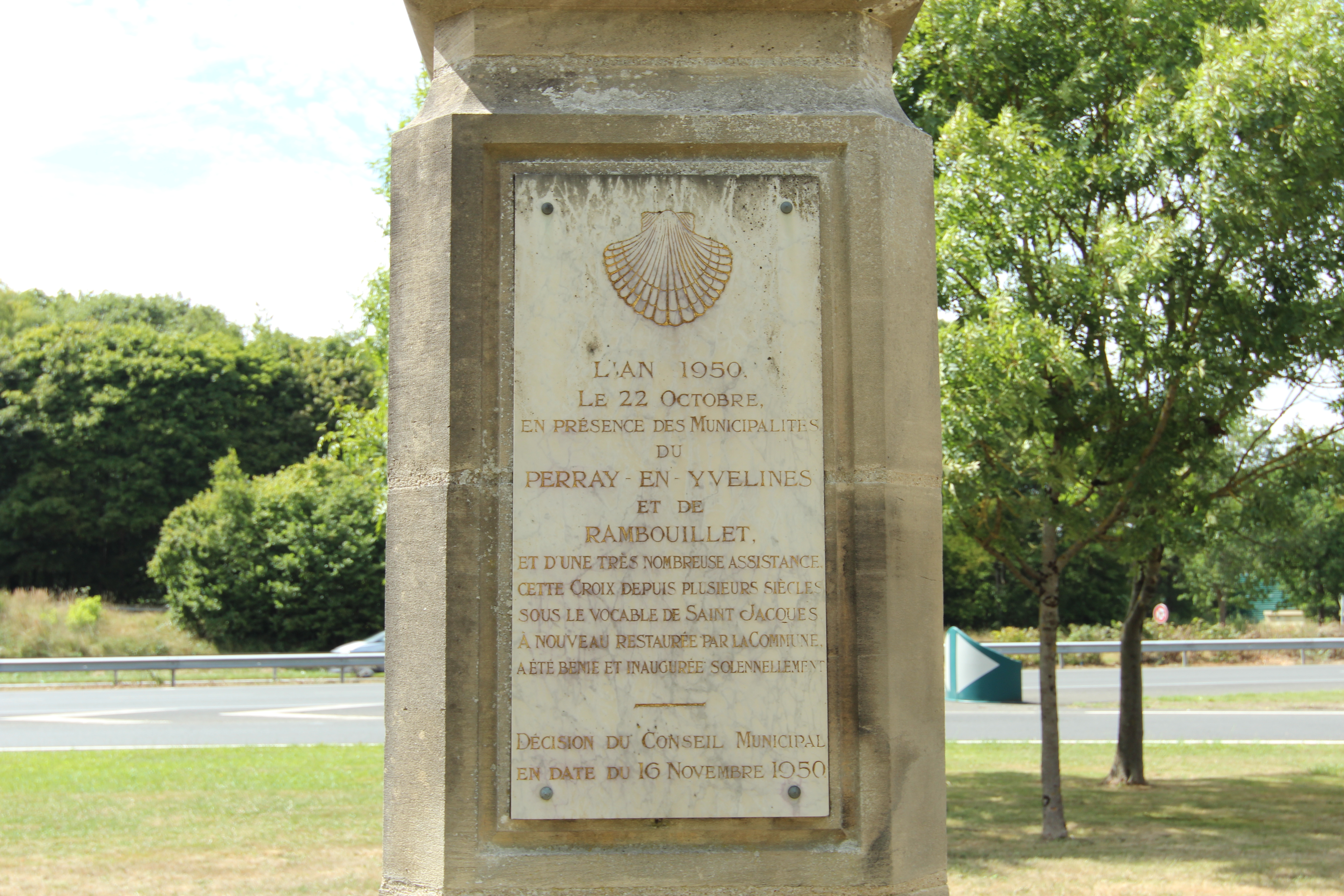

- Parc de l'ancien château de Saint-Hubert : parc d'un ancien château royal construit par Ange-Jacques Gabriel pour Louis XV entre 1755 et 1759, puis agrandi entre 1763 et 1774. Il était décoré de sculptures de Guillaume Coustou (fils) ou Jean-Baptiste Pigalle.
 Le château, abandonné par Louis XVI, est totalement démoli en 1855[42]. Le site, propriété privée composée actuellement d'une berge sur l'étang, d'un potager et d'une conciergerie est inscrit[43].

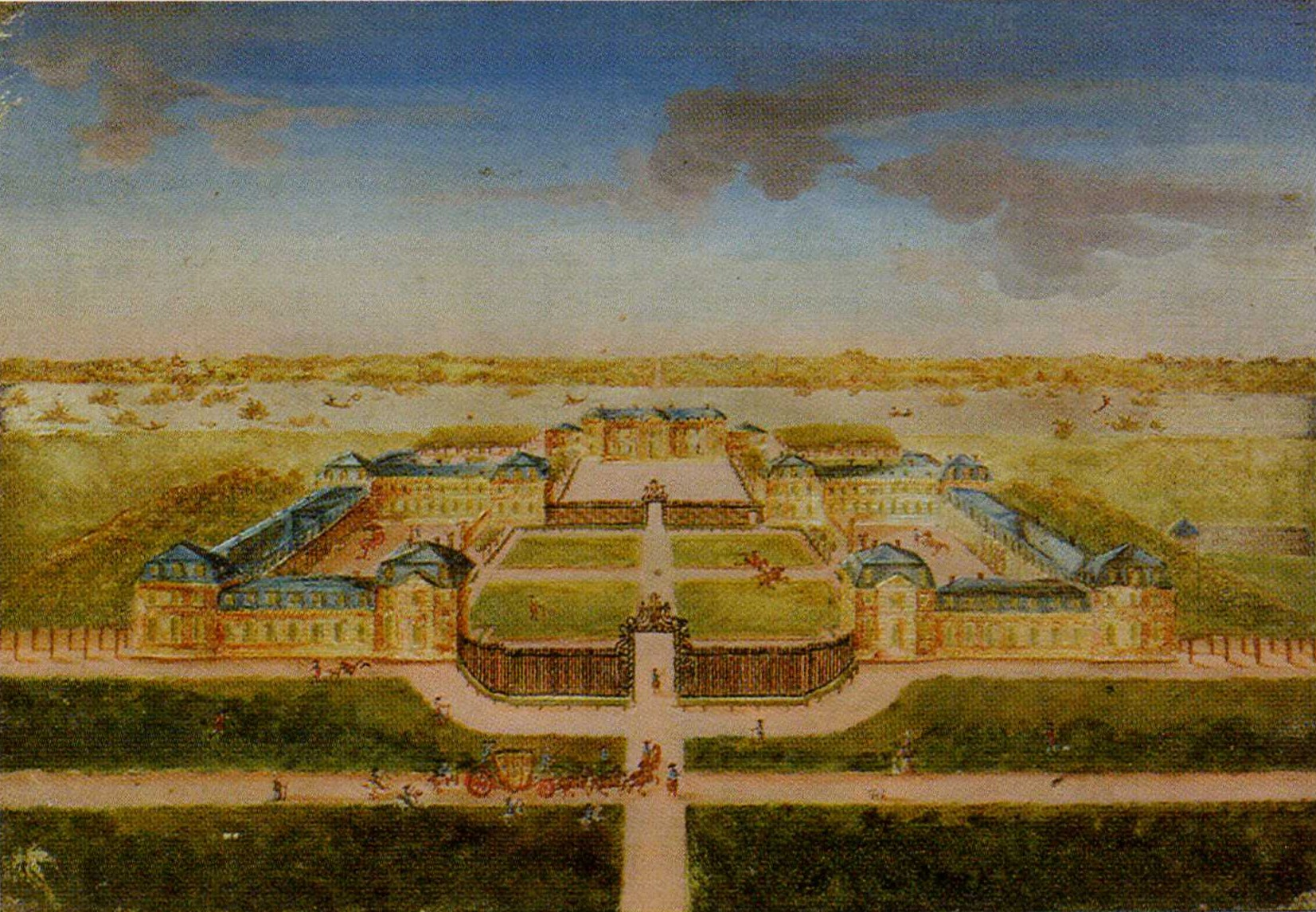
Le château Saint-Hubert en 1773,
dessiné par Thomas Compigné, tabletier du Roi Louis XV.

- Le pont Napoléon, dit aussi pont Royal ou chaussée de Pourras, construit entre l'étang de Pourras et l'étang de Saint-Hubert a été commandé par Louis XVI. Réparé vers 1808 à la demande de l'empereur, comme le mentionne une plaque, il est inscrit à l'inventaire des monuments historiques. Il a été restauré en 1967[44].
- Le Rendez-Vous de Chasse de l'Empereur ou Pavillon Pourras situé au lieu-dit Pourras, construit inutilement, puisqu'il n'y vint jamais, pour l'empereur Napoléon Ier en 1808 par l'architecte Auguste Famin, tombé en ruines dès 1840 a été partiellement restauré en 1967. Il a été classé monument historique en 1978[45].
- Monument aux morts conçu par Prosper-Jean Lecourtier et inauguré en 1920. Au pied de la pyramide traditionnelle se trouve un bronze réalisé par les fonderies Durenne représentant un coq gaulois foulant un casque allemand tombé à terre[23].

### Personnalités liées à la commune
- Charles de Valois, fils du roi de France Philippe III le Hardi, frère de Philippe IV le Bel et père de Philippe VI, est peut-être mort dans la ville.
- Jean-Baptiste-François de Bourgeon (1757-1843), conseiller général de la Seine sous la Restauration, est né au Perray.
- Le docteur Israël Garfunkel, né le 28/08/1904, médecin installé au Perray en 1935, est déporté parce qu'il est juif, le 07/10/1943, convoi No 60, et meurt après son retour le 29/12/1946. Son épouse, Mary née le 06/11/1905, et leurs enfants Bernard, né le 24/09/1930, et Irène née le 19/03/1936, sont tous trois déportés sans retour, exécutés dès leur arrivée à Auschwitz le 10/10/1943[46].
- Henri Le Thomas (1903-1964), officier des transmissions, membre des Forces navales françaises libres, compagnon de la Libération ; établi au Perray, où il préside le club local de football[47],[48].
- Jean-Roger Caussimon (1918-1985), auteur-compositeur-interprète et acteur, habitait Le Perray.
- Macha Béranger (1941-2009), animatrice de radio française, morte au Perray-en-Yvelines.
- Christian-Louis Eclimont (1953-2020), écrivain, journaliste et parolier, natif du Perray-en-Yvelines.

### Héraldique
| Armes du Perray-en-Yvelines | Les armes du Perray-en-Yvelines se blasonnent ainsi : Tiercé en pairle : au 1) de gueules au rencontre de cerf d'or; au 2) d'or aussi, à l'enclume de sable brochant sur un marteau en pal du même, emmanché du un ; au 3) d'argent à un arc en fasce aussi du un, brochant sur trois flèches de sable mises en faisceau. |